# Меррімак (округ, Нью-Гемпшир)
Шаблон:StateAbbr_ 43°18′ пн. ш. 71°41′ зх. д. / 43.3° пн. ш. 71.68° зх. д.
Округ  Меррімак (англ. Merrimack County) — округ (графство) у штаті  Нью-Гемпшир, США. Ідентифікатор округу 33013.

## Історія
Округ утворений 1823 року.

## Демографія
За даними перепису 
2000 року 
загальне населення округу становило 136225 осіб, зокрема міського населення було 63281, а сільського — 72944.
Серед мешканців округу чоловіків було 67074, а жінок — 69151. В окрузі було 51843 домогосподарства, 35473 родин, які мешкали в 56244 будинках.
Середній розмір родини становив 3.
Віковий розподіл населення поданий у таблиці:
| Стать    | До 15 років | 15-21 | 22-29 | 30-39 | 40-49 | 50-65 | 65-85 | Понад 85 |
| -------- | ----------- | ----- | ----- | ----- | ----- | ----- | ----- | -------- |
| Чоловіки | 14564       | 6609  | 5730  | 10694 | 11932 | 10718 | 6156  | 671      |
| Жінки    | 13543       | 6372  | 5629  | 10793 | 12047 | 10671 | 8243  | 1853     |

## Суміжні округи
- Белкнеп — північний схід
- Страффорд — схід
- Рокінґгем — південний схід
- Гіллсборо — південь
- Салліван — захід
- Ґрафтон — північний захід

## Виноски
1. ↑  U.S. Decennial Census. United States Census Bureau. Архів оригіналу за 12 травня 2015. Процитовано 27 грудня 2014.
2. ↑  Historical Census Browser. University of Virginia Library. Архів оригіналу за 11 серпня 2012. Процитовано 27 грудня 2014.
3. ↑  Population of Counties by Decennial Census: 1900 to 1990. United States Census Bureau. Архів оригіналу за 9 листопада 2014. Процитовано 27 грудня 2014.
4. ↑  Census 2000 PHC-T-4. Ranking Tables for Counties: 1990 and 2000 (PDF). United States Census Bureau. Архів оригіналу (PDF) за 18 грудня 2014. Процитовано 27 грудня 2014.
5. ↑  State & County QuickFacts. United States Census Bureau. Архів оригіналу за 6 червня 2011. Процитовано 24 вересня 2013.(англ.) Наведено за англійською вікіпедією.
6. ↑  American FactFinder. Бюро перепису населення США. Архів оригіналу за 26 лютого 2012. Процитовано 31 січня 2008.

| США | Це незавершена стаття з географії США. Ви можете допомогти проєкту, виправивши або дописавши її. |